# Gavet de la Conca
Gavet de la Conca este o localitate în Spania în comunitatea Catalonia în provincia Lleida. În 2006 avea o populație de 309 locuitori.
1. ↑   https://www.boe.es/diario_boe/txt.php?id=BOE-A-1970-46686, accesat în 31 mai 2024 Lipsește sau este vid: |title= (ajutor)
2. ↑  Nomenclátor Geográfico de Municipios y Entidades de Población (20240402 edition)
3. ↑   https://www.pallarsdigital.cat/noticia/18524/aixi-queden-els-nous-ajuntaments-del-pallars-alcaldes-governs-i-partits Lipsește sau este vid: |title= (ajutor)
4. 1 2   http://www.idescat.cat/pub/?id=aec&n=925&t=2016 Lipsește sau este vid: |title= (ajutor)